# Деклан Рајс
Деклан Рајс (енгл. Declan Rice; 14. јануар 1999) енглески је фудбалер који игра на позицији везног играча. Тренутно наступа за Арсенал и репрезентацију Енглеске.
Након што је био у омладинској школи Вест Хем јунајтеда, 2015. године је потписао професионални уговор са клубом. Убрзо је постао кључни играч у тиму, што му је помогло да се устали у првом тиму. Као капитен је освојио УЕФА Лигу конференције 2023. године, а био је изабран и за играча сезоне такмичења. У јулу исте године се придружио Арсеналу за рекордну суму од 100 милиона фунти.
Иако је рођен у Енглеској, Рајс је у почетку био ирски репрезентативац, да би касније играо за Енглеску са којом је освојио сребро на ЕП 2020.

## Трофеји
Вест Хем јунајтед
- УЕФА Лига конференције: 2022/23.

Арсенал
- ФА Комјунити шилд: 2023.

Индивидуални
- Најбољи млади играч Вест Хем јунајтеда: 2016/17, 2017/18, 2018/19.
- Најбољи играч Вест Хем јунајтеда: 2019/20, 2021/22, 2022/23.
- Тим сезоне УЕФА Лиге конференције: 2022/23.
- Играч сезоне УЕФА Лиге конференције: 2022/23.